# Jirón Ocoña
El Jirón Ocoña es una calle del Damero de Pizarro en el centro histórico de Lima, capital del Perú. Continuando el trazo del jirón Apurímac, esta vía se extiende desde el jirón de la Unión hacia el oeste a lo largo de cuatro cuadras.

## Historia
La vía que hoy constituye el Jirón Ocoña fue tendida por el conquistador Francisco Pizarro cuando fundó la ciudad de Lima el 18 de enero de 1535. Aunque no fue sino hasta el siglo XIX que le fue dado el nombre que ostenta. En su inicio solo contaba con tres cuadras. En 1862, al adoptarse la nueva nomenclatura urbana, la vía fue bautizada como jirón Ocoña en honor al distrito de Ocoña, ubicado en la provincia de Camaná, departamento de Arequipa.
Durante el primer gobierno de Alan García Pérez, cuando se instituyó el dólar MUC y la alta inflación aunada con la libertad de cambio hizo que la compra y venta de dólar estadounidense sea un rentable negocio, el Jiron Ocoña agrupó gran cantidad de cambistas y casas de cambio haciendo que la apodaran la Wall street de Lima.
Actualmente el negocio de compra y venta de monedas extranjeras ya no se concentra en el Jirón Ocoña pero esta sigue albergando gran cantidad de esos negocios.

## Nombres antiguos de las cuadras del Jirón Ocoña
Desde la fundación de Lima y hasta el año 1862, las calles en Lima tenían un nombre por cada cuadra. Así, una misma vía era, en realidad, varias calles. Es por ello que, antes de que la vía fuera llamada Jirón Ocoña, cada una de sus 3 cuadras tenía un nombre distinto.
- Cuadra 1: llamada Matajudios por una finca que poseía una influyente familia limeña de apellido Matamoros en el siglo XVII.
- Cuadra 2: llamada Pilitricas desconociéndose el motivo de ese nombre.
- Cuadra 3: llamada Ibarrola por el Alférez Domingo de Ibarrola quien fuera Alcalde del Callao en el siglo XVIII.

## Recorrido
El jirón inicia su recorrido desde el Jirón de la Unión en el vértice noreste de la Plaza San Martín. Su primera cuadra aloja un local de los multicines UVK. En su vereda sur está el lado del Gran Hotel Bolívar mientras que en su vereda norte se aglomeran gran cantidad de Casas de cambio. Sus siguientes cuadras muestran un carácter residencial pero en franco decaimiento. Su última cuadra se encontraba atrás del Hotel Crillón y terminaba en la Avenida Tacna